# Gilbert Prilasnig
Gilbert „Gil(l)i“ Prilasnig (* 1. April 1973 in Klagenfurt) ist ein ehemaliger österreichischer Fußball- und Futsalspieler, der später im Nachwuchsbereich bzw. im Futsal als Trainer tätig wurde.

## Karriere

### Spielerkarriere
Gilbert Prilasnig wurde am 1. April 1973 in Klagenfurt geboren und wuchs in Völkermarkt auf, wo er auch die Schule besuchte. Während seiner Zeit am Völkermarkter Gymnasium gehörte er der erfolgreichen Schülerligamannschaft an, die 1985 als zu diesem Zeitpunkt einzige Kärntner Mannschaft den Bundesmeistertitel im Fußballschülerligabewerb erlangen konnte. Beim Finalspiel gegen das BG Oeversee Graz (u. a. mit Markus Schopp), das im Lehener Stadion in Salzburg in einem 5:1-Sieg der Kärntner endete, galt Prilasnig, obwohl selbst keinen Treffer beigesteuert, als Mittelfeldregisseur als einer der Hauptleistungsträger im Kader. Von dem damals bereits hochgelobten Spielüberblick des Zwölfjährigen profitierten Stürmerkollegen wie Christian Petschenig oder Hannes Piuk, die in späteren Jahren selbst in der Regionalliga bzw. in der Zweiten Division aktiv waren.
Erst nach seiner Schülerligazeit begann Prilasnig mit zwölf Jahren seine Vereinskarriere beim VST Völkermarkt, bei dem er daraufhin bis zu seiner Matura – zum Schluss auch in der Herrenmannschaft – spielte. 1991 wechselte er zum SK Sturm Graz in die österreichische Bundesliga, kam jedoch in den ersten Spielzeiten nur selten zu Einsätzen. Stattdessen kam er bei der Amateurmannschaft unter Robert Pflug zum Einsatz. Erst nach der Verpflichtung von Ivica Osim als Trainer im Jahr 1994 avancierte der gebürtige Klagenfurter zu einem Stammspieler in der Mannschaft, mit der er bis 2001 seine größten Erfolge feierte: zwei Mal österreichischer Meister und drei Mal Cup-Sieger sowie die dreimalige Teilnahme an der UEFA Champions League. Besonders hervorzuheben ist die Saison 2000/01, als mit Sturm Graz zum ersten Mal eine österreichische Mannschaft die Zwischenrunde der Champions League erreichte. Lange spielte er auf der Position des linken Mittelfeldspielers, zog sich ab den 1990er Jahren aber immer mehr in die Abwehr zurück. Ab Sommer 2001 spielte Prilasnig für Aris Thessaloniki, danach beim FC Kärnten – allerdings nur bis Sommer 2003. Erst ab April 2004 kam es zu einem Engagement in England bei Cambridge United, doch zerschlugen sich weitere Verhandlungen bei Nottingham und Wolverhampton, sodass er England noch im selben Jahr, ohne überhaupt zum Einsatz gekommen zu sein, wieder verließ.
Im Herbst 2004 sollte Prilasnig kurzfristig in die viertklassige deutsche Regionalliga Süd zum SV Wehen Wiesbaden wechseln, wo er jedoch nicht unter Vertrag genommen wurde und stattdessen in der Winterpause 2004/05 beim damaligen österreichischen Zweitligisten DSV Leoben unterschrieb. Bei den Donawitzern gab er erst am 15. April 2005 bei einem 2:1-Auswärtssieg über den SV Wörgl sein Pflichtspieldebüt, als er vom damaligen Trainer Heinz Thonhofer von Beginn an und über die volle Spieldauer eingesetzt wurde. Bis zum Ende der Saison 2004/05 war er vorwiegend als Stammkraft in der Defensive aktiv und rangierte mit dem Team im Endklassement auf Rang 5. Obwohl Thonhofer in allen fünf bisher absolvierten Ligapartien der Spielzeit 2005/06 ungeschlagen geblieben war, wurde er Ende August 2006 durch Dejan Stanković ersetzt. Prilasnig kam zunächst weiterhin als Stammkraft zum Einsatz. Dies änderte sich jedoch im Laufe des Herbstes: Stanković berücksichtigte ihn nach einer Meinungsverschiedenheit kurzzeitig nicht, setzte ihn zwischen Ende Oktober und Anfang November 2006 noch in drei Meisterschaftspartien ein und strich ihn für die restlichen fünf Ligaspiele bis zur Winterpause komplett aus dem Kader.
Nachdem ihm Stanković nahegelegt hatte, sich einen neuen Verein zu suchen, hatte Prilasnig diesen schließlich mit dem kroatischen Erstligisten und UEFA-Cup-Teilnehmer HNK Rijeka gefunden. Der Verein meldete den Kärntner kurz vor Transferschluss am 31. Jänner 2007 fristgerecht beim Fußballverband an, jedoch kam es in den Tagen darauf zu finanziellen Differenzen über Vertragsdetails sowie zu internen Streitigkeiten zwischen dem Trainer und dem Sportdirektor der Kroaten, weshalb der Transfer am Ende doch noch platze. Für Prilasnig, der zuvor auf seine verbleibenden Vertragsansprüche beim DSV Leoben verzichtet hatte, war dies ein herber Rückschlag. Auch eine mögliche Rückkehr zu Sturm Graz zerschlug sich, was den langjährigen Profi ungewollt an den Rand eines Karriereendes brachte. Nachdem er sich in der Zwischenzeit beim FC Gratkorn fit gehalten hatte, tat sich für Prilasnig im März bzw. April 2007 ein überraschender Wechsel nach Polen zum damaligen Zweitligisten Miedź Legnica auf. Nach anfänglichen Problemen mit der Spielerlaubnis debütierte er am 22. April 2007 in der polnischen Zweitklassigkeit, konnte dem bereits zu dieser Zeit abstiegsgefährdeten Klub jedoch nicht helfen, am Ende der Spielzeit den Abstieg in Polens dritte Liga zu verhindern.
Im Sommer 2007 ging er zum SV Horn, ab Sommer 2010 stand er beim SC Wiesfleck in der burgenländischen 2. Liga Süd, wo ein Trainerfreund von ihm werkte, unter Vertrag und ließ dort nach einem Jahr seine aktive Karriere ausklingen.
Prilasnig spielte insgesamt 16 Mal für die österreichische Nationalmannschaft – sein Debüt gab er 1997 beim 3:0-Sieg in Estland. Im Zuge der damaligen WM-Qualifikation schafften es die Österreicher zur WM 1998, wo Prilasnig allerdings verletzungsbedingt fehlte. Im letzten Spiel vor der WM 1998 zog er sich einen Kreuzbandeinriss im linken Knie zu und konnte deshalb nicht in Frankreich spielen.

### Trainerkarriere
Seit 2004 engagiert sich Gilbert Prilasnig auch sozial als Teamchef der österreichischen Obdachlosen-Nationalmannschaft und bereitet sie auf die jährlich stattfindende Fußballweltmeisterschaft der Obdachlosen (engl.: Homeless-World-Cup (HWC)) vor. Harald Schmied (1968–2018), der Initiator dieses Turniers, hatte damals Prilasnig angesprochen, als dieser Schwierigkeiten hatte, einen neuen Klub zu finden. Für seine Arbeit wurde er 2017 zusammen mit Schmied mit dem Grazer Menschenrechtspreis ausgezeichnet.
Bereits im Jahr 2002 erhielt der Kärntner die ÖFB-D-Trainerlizenz und war danach zeitweise im Nachwuchsbereich als Trainer tätig. Während seiner Zeit beim DSV Leoben war er beispielsweise in der Ausbildung des dortigen Nachwuchses involviert. Seine UEFA-A-Lizenz erhielt Prilasnig im Sommer 2008, eine weitere Trainerlizenz erhielt er im Sommer 2018 mit der UEFA-Elitejunioren-A-Lizenz. Vornehmlich unter Rupert Marko, Manfred Zsak aber auch Hermann Stadler arbeitete er zwischen 2011 und 2015 als Co-Trainer diverser österreichischer Nachwuchsnationalmannschaften. Neben seiner langjährigen Tätigkeit als sportlicher Leiter des Nachwuchses des SK Sturm Graz übernahm der einstige Nationalspieler im Jahr 2021 zusätzlich die U-18-Akademiemannschaft des Klubs als Cheftrainer. In dieser Zeit erlangte er auch seine UEFA-Pro-Lizenz und absolvierte neben zahlreichen weiteren Weiterbildungen beim Verband eine spezielle Ausbildung für Ausbildner, woraufhin er beim ÖFB Futsaltrainer auszubilden begann. Nach internen Differenzen wurde Prilasnig im April 2024 mit sofortiger Wirkung freigestellt, woraufhin Thomas Hösele seine Agenden übernahm.
Im Oktober 2024 wurde Prilasnig als neuer Trainer der U-14-Mannschaft des SV Feldbach engagiert. Anfang 2025 wurde er unter Alexander Schriebl, dem neuen ÖFB-Teamchef, Co-Trainer der österreichischen Frauennationalmannschaft.

### Futsal
Prilasnig spielte viele Jahre auch Futsal beim 1. FSC Graz, den er zwischen 2011 und 2012 auch als Co-Trainer betreute. Nach seinem Debüt am 11. Dezember 2010 beim Spiel zwischen dem 1. FSC Graz und den Murexin Allstars, bei dem Spieler wie Gernot Kulis und Markus Schopp am Parkett standen und bei dem Prilasnig den Treffer zum vorzeitigen 2:4 (Endstand: 2:6) erzielte, absolvierte der Kärntner bis 2025 weitere 34 Meisterschaftsspiele in der 1. und 2. ÖFB Futsal Liga. Bei insgesamt 35 Einsätzen in beiden Ligen erzielte er fünf Tore. Sein letztes Spiel absolvierte er am 1. Februar 2015 bei einem 7:0-Kantersieg über die youngCaritas Käfig League.
Seit 2017 ist er im Besitz der UEFA-Futsal-B-Lizenz und kann mit dieser auch höherklassige Mannschaften trainieren. Im Laufe der Jahre nahm er an zusätzlichen Weiterbildungen im Futsalbereich teil und trainierte von 2021 bis 2023 die Mannschaft der AKA Sturm-Steiermark in der 2. ÖFB Futsal Liga. In zwei Spielzeiten brachte es die Mannschaft dabei ausgeglichen auf zwölf Siege und zwölf Niederlagen.
Im Oktober 2024 kehrte Prilasnig zum Futsal zurück, als er Trainer von Panthera Graz Futsal mit Spielbetrieb in der zweitklassigen 2. ÖFB Futsal Liga wurde.

## Erfolge
- 2× Österreichischer Meister (1998, 1999)
- 3× Österreichischer Cupsieger (1996, 1997, 1999)
- 3× Teilnahme an der UEFA Champions League (1998–2001)
- 3× Österreichischer Vizemeister (1995, 1996, 2000)

## Privates/Sonstiges
Prilasnig lebt in einer Lebensgemeinschaft mit seiner Freundin Katharina, der Mutter seiner beiden Kinder.
Neben seiner Fußballkarriere in Graz studierte er an der Universität Graz Linguistik und schloss das Studium 2011 mit dem akademischen Grad Magister ab. Sein Studium setzte er auch während seiner späteren Engagements in Klagenfurt, Saloniki und Cambridge fort und besuchte Vorlesungen in Barcelona. Neben seiner Muttersprache beherrscht Prilasnig elf weitere Sprachen.
2015 brachte Prilasnig, der immer wieder auch als Gast oder Leser an Literaturveranstaltungen teilnimmt, das Buch Der Zusammenhang von Sprache und Bewegung heraus. Bereits seine Diplomarbeit aus dem Jahr 2011, Über den Zusammenhang von Sprache und Bewegung: Versuch einer Darstellung am Beispiel der Heileurythmie, behandelte dieses Thema.

## Filmografie
- 2010: Kick Off (Dokumentation)